# Oscar J.-T. Holm
Oscar J.-T. Holm, född 1978, är en svensk entreprenör och medgrundare av spelstudion 10 Chambers i Stockholm. Efter studier och en kort karriär som modell grundade Holm The Reformed Spirits Company och utvecklade Martin Miller’s Gin och Pölstär Vodka. Han arbetade för William Grant & Sons inom nordisk marknadsföring och tjänstgjorde som direktör för affärsutveckling vid The Halcyon Company, som förvärvade Terminator-varumärket 2007. Holm fungerade som exekutiv producent för videospelet Terminator Salvation, utvecklat av svenska studion Grin. Innan han tog en paus från filmbranschen han med produktplacering för svenska filmen Avalon.
År 2015 grundade Holm tillsammans med Ulf Andersson med flera spelstudion 10 Chambers. Som strategichef ansvarar han för verksamhet och marknadsföring av studions titlar GTFO och det kommande Den of Wolves. Tencent investerade i företaget 2020. Holm har initierat dokumentärserien “Do the Game” om spelutveckling.